# Ski alpin aux Jeux olympiques de 1994
Pour des articles plus généraux, voir Ski alpin aux Jeux olympiques et Jeux olympiques d'hiver de 1994.
Navigation
Albertville 1992 Nagano 1998
Résultats des épreuves de ski alpin aux Jeux olympiques d'hiver de 1994 :

## Podiums

### Hommes
| Épreuves | Or                   | Argent              | Bronze              |
| Descente | Tommy Moe            | Kjetil André Aamodt | Ed Podivinsky       |
| Super-G  | Markus Wasmeier      | Tommy Moe           | Kjetil André Aamodt |
| Géant    | Markus Wasmeier      | Urs Kälin           | Christian Mayer     |
| Slalom   | Thomas Stangassinger | Alberto Tomba       | Jure Kosir          |
| Combiné  | Lasse Kjus           | Kjetil André Aamodt | H.C. Strand Nilsen  |

### Femmes
| Épreuves | Or                      | Argent              | Bronze          |
| Descente | Katja Seizinger         | Picabo Street       | Isolde Kostner  |
| Super-G  | Diann Roffe Steinrotter | Svetlana Gladycheva | Isolde Kostner  |
| Géant    | Deborah Compagnoni      | Martina Ertl-Renz   | Vreni Schneider |
| Slalom   | Vreni Schneider         | Elfi Eder           | Katja Koren     |
| Combiné  | Pernilla Wiberg         | Vreni Schneider     | Alenka Dovžan   |

## Tableau des médailles
| Rang | Nations    | Or | Argent | Bronze | Total |
| 1    | Allemagne  | 3  | 1      | 0      | 4     |
| 2    | États-Unis | 2  | 2      | 0      | 4     |
| 3    | Norvège    | 1  | 2      | 2      | 5     |
| 4    | Suisse     | 1  | 2      | 1      | 4     |
| 5    | Italie     | 1  | 1      | 2      | 4     |
| 6    | Autriche   | 1  | 1      | 1      | 3     |
| 7    | Suède      | 1  | 0      | 0      | 1     |
| 8    | Russie     | 0  | 1      | 0      | 1     |
| 9    | Slovénie   | 0  | 0      | 3      | 3     |
| 10   | Canada     | 0  | 0      | 1      | 1     |